# Waldnerturm

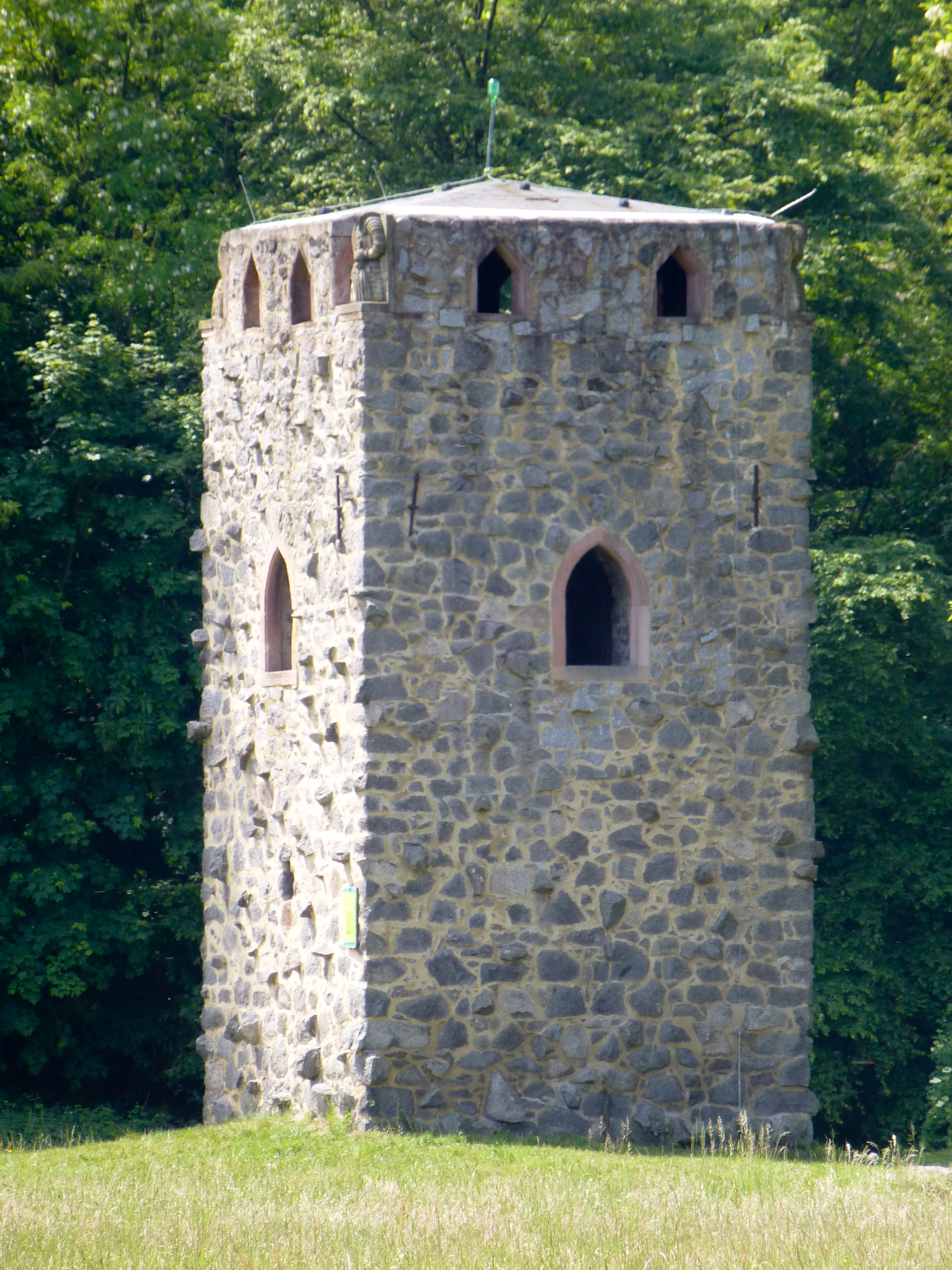
Der Waldnerturm bei Hemsbach. Blick vom Zugangsweg der nördlich verlaufenden Straße südsüdwestwärts

Der Waldnerturm, auch „Vierritterturm“ genannt, ist ein 10,1 m hoher Aussichtsturm oberhalb des Schafhofs östlich von Hemsbach. Er steht südlich des Scheitelpunkts der Straße von Hemsbach zum Ortsteil Balzenbach (Mühlweg) auf einem Sattel in ca. 267 m Höhe zwischen dem ca. 372 m hohen Kreuzberg im Norden und dem 347,3 m ü. NHN hohen Bocksberg im Süden.

## Geschichte
Nachdem 1837 das elsässische Adelsgeschlecht Waldner von Freundstein den Schafhof erworben und in Folge als Waldnerhof bewirtschaftet hat, entstand zeitnah vermutlich auf Initiative von Graf Theodor Waldner von Freundstein der nach ihm benannte Waldnerturm im Stil eines mittelalterlichen Wachturms. Das Baumaterial soll aus Steinbrüchen der benachbarten Ortschaft Nieder-Liebersbach stammen.
Der Turm diente mit einer ursprünglich angebauten Küche als Veranstaltungsort und Rastplatz für adlige Jagdgesellschaften und wurde später bis 1933 als Wochenendquartier einer Jugendorganisation aus Mannheim genutzt. Heute ist der denkmalgeschützte Waldnerturm als Aussichtsturm frei zugänglich und wird von der Stadt Hemsbach und dem Odenwaldklub, Ortsgruppe Hemsbach e.V. betreut.
An die Westseite des Turms grenzt unmittelbar das 1991 ausgewiesene Naturschutzgebiet Schafhof-Teufelsloch, auf dessen Besonderheiten eine unweit des Turms stehende Schutzgebietstafel des Regierungspräsidiums Karlsruhe hinweist.

## Beschreibung
Der Waldnerturm hat einen quadratischen Grundriss mit einer Kantenlänge von 4,9 m. Seine 50 cm dicken Wände sind aus Granitsteinen aufgemauert, das Eingangsportal sowie die Fensteröffnungen mit Laibungen aus Buntsandstein eingefasst. Die beiden Zwischendecken sind als Gewölbedecken ausgeführt. Der Zugang zum Turm erfolgt durch das Portal auf der Westseite über eine ca. 30 cm hohe Sandsteinschwelle. Im Innern führt an der Nord- und Ostseite eine gewinkelte Treppe mit 17 Granitstufen zu einer 3,7 m höher gelegenen Zwischenebene. In der Mitte dieses Raums, in dessen Ost-, Nord- und Westwänden jeweils Spitzbogenfenster eingelassen sind, befindet sich ein achteckiger Sandsteinsockel mit einer runden Metallstütze, die die obere Gewölbedecke abstützt. An der Südseite führt eine 60° steile geradläufige Metalltreppe mit 17 Stufen zur 7,6 m hohen Aussichtsplattform. Diese verfügt über acht kleine fünfeckige Fensteröffnungen, die einen guten Ausblick nach Osten in den Odenwald und nach Westen in die Rheinebene ermöglichen. Den oberen Abschluss des Turms bildet auf einer Holzbalkenkonstruktion ein mit 9° sehr flach geneigtes Zeltdach ohne seitlichen Überstand.
In den oberen Ecken des Turms sind vier paarweise nach Osten und Westen ausgerichtete, aus Stein gehauene Ritterskulpturen eingelassen, deren Köpfe heute jedoch nicht mehr vorhanden sind. Der Turm wird daher auch „Vierritterturm“ genannt. An der östlichen Außenwand des Turms ist eine Informationstafel des Odenwaldklubs, Ortsgruppe Hemsbach e.V. angebracht.

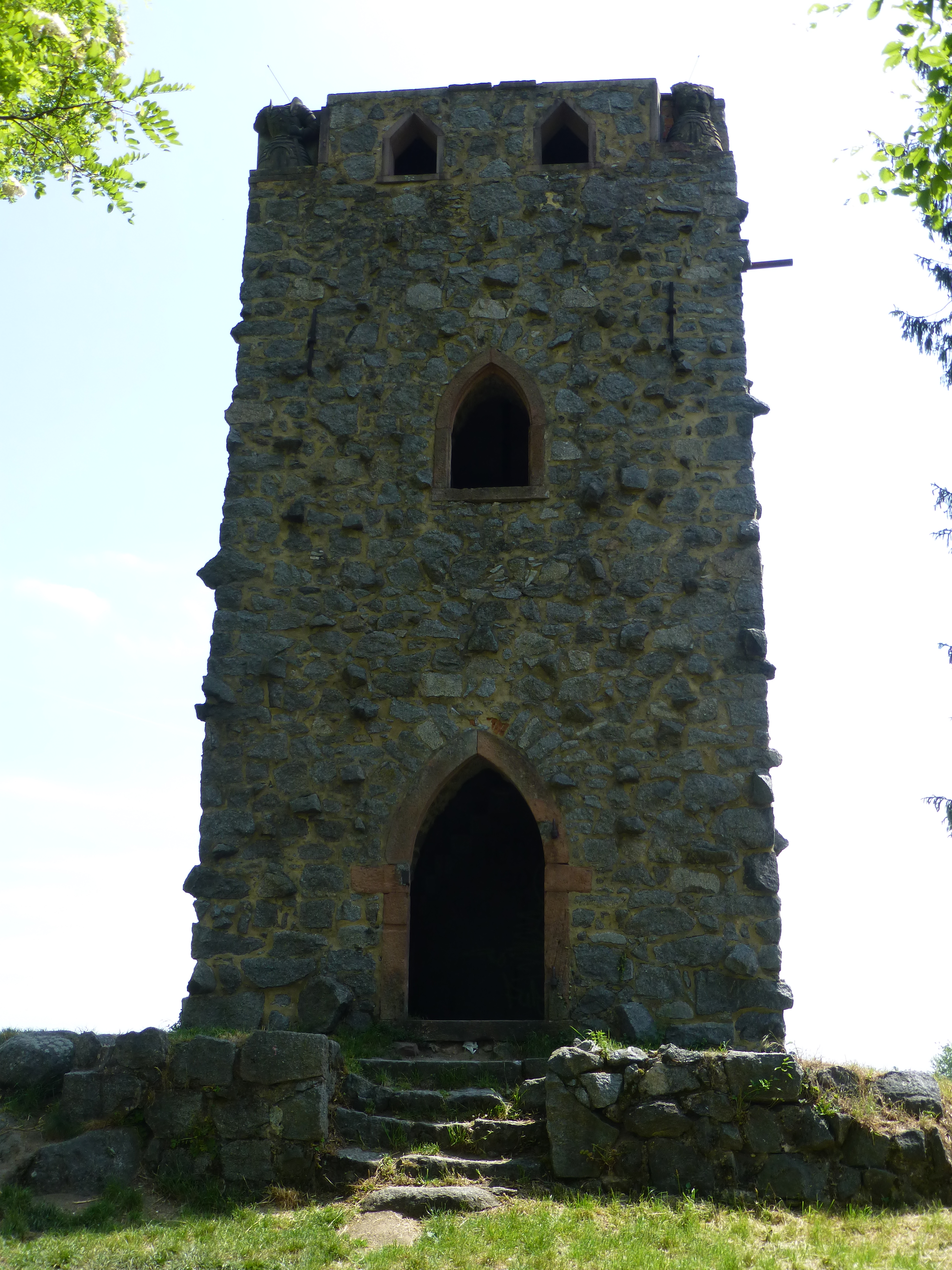
Westseite des Waldnerturms mit dem Eingangsportal
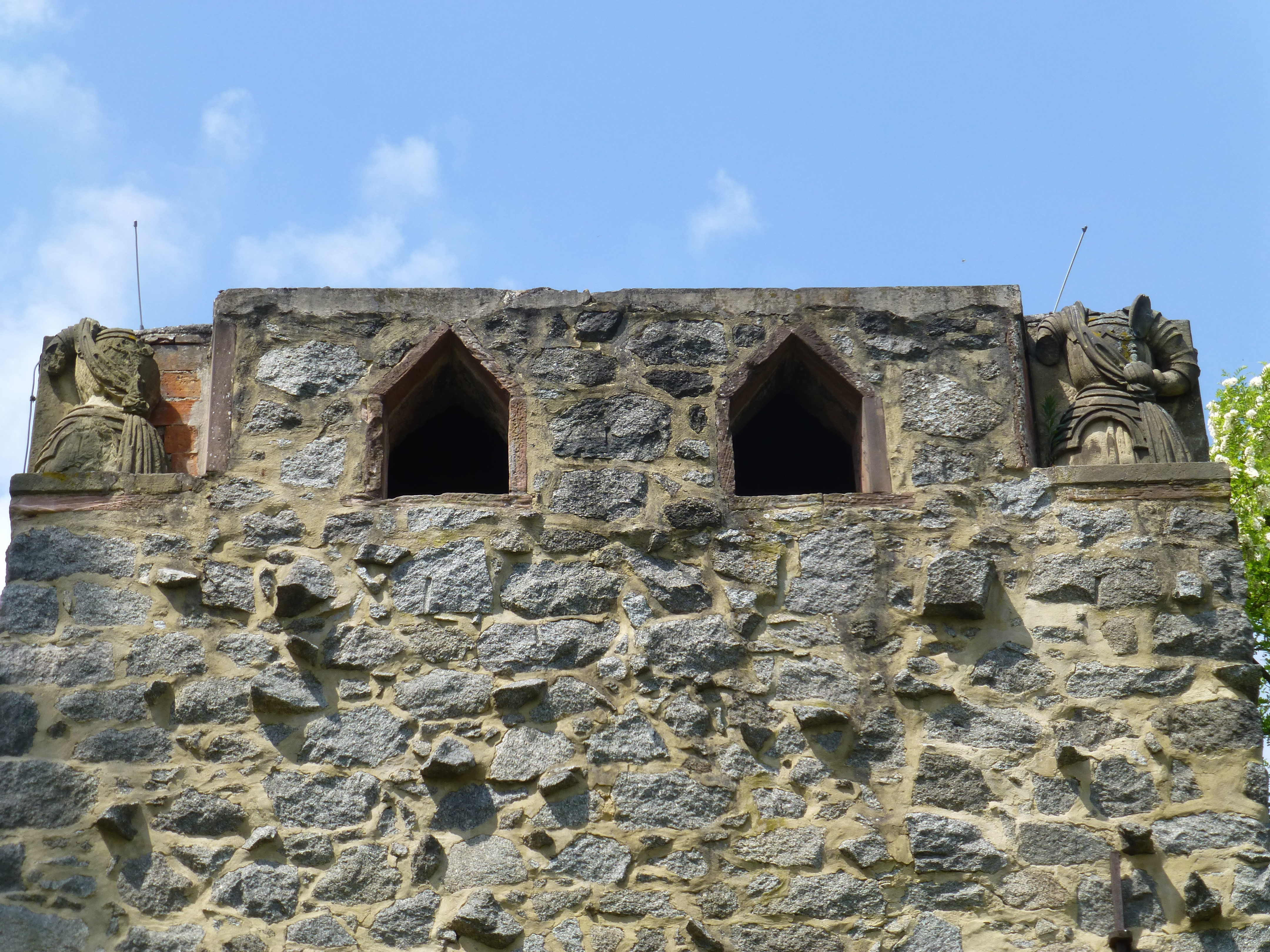
Ostseite des Waldnerturms. Detailansicht mit zwei Ritterskulpturen